# Philonthus haddeni
Philonthus haddeni är en skalbaggsart som beskrevs av Alexander Bierig 1932. Philonthus haddeni ingår i släktet Philonthus och familjen kortvingar. Inga underarter finns listade i Catalogue of Life.